# The Walking Dead 4
The Walking Dead 4 (Originaltitel: The Walking Dead – The Fall Of The Governor: Part Two) ist der vierte Teil einer sechsteiligen Romanreihe der Schriftsteller Robert Kirkman und Jay Bonansinga aus dem Jahr 2014. Die deutsche Übersetzung von Wally Anker wurde durch den Heyne Verlag am 13. Oktober 2014 veröffentlicht. Die Romanreihe ist ein Spin-off der Comicserie The Walking Dead und dieser Band ist der letzte von vier Teilen, die die Hintergrundgeschichte des Charakters des „Gouverneurs“ Philip erzählen.

## Aufbau des Buches
Der Roman ist in Deutschland als Taschenbuch im Heyne Verlag erschienen. Ähnlich wie schon in den ersten Bänden (Band 1, Band 2, Band 3) dieser Romanreihe ist auch dieses Buch in diesmal drei Teile aufgeteilt, denen eine nahezu komplett schwarze Seite mit mehreren weißen Farbklecksen vorangestellt ist. Auf dieser schwarzen Seite ist in weißer Schrift eine Abschnittsüberschrift und ein Zitat abgebildet. Die einfach durchnummerierten 23 Kapitel sind in den ersten beiden Teilen etwa gleich lang und werden im dritten Teil langsam immer kürzer.

## Handlung

### Teil 1: Schlachtfeld
Teil 1 umfasst die Kapitel 1-9.
Das Zitat zu Beginn dieses Teiles lautet:
„Ich bin der Tod, Zerstörer der Welten.“ – J. Robert Oppenheimer (im Original aus der Bhagavad Gita).
Die Handlung schließt direkt an das Ende von Band 3 an.
Die treuen Gefolgesmänner Cooper und Gabe finden den selbsternannten „Governor“  Philip in seiner Wohnung und halten ihn zunächst für tot. Fiebernd, halluzinierend und schwer entstellt steht er jedoch auf. Mit letzter Kraft kann er verhindern, dass seine Nichte Penny von Bruce Cooper erschossen wird. Erstaunt über das Lebenszeichen wird Bob Stookey, ehemaliger Militärsanitäter, informiert. Der alkoholkranke und auch diesmal schwer betrunkene Stookey macht sich sofort auf den Weg in die Wohnung Philips. Beim Anblick der Verletzungen wird Stookey sofort nüchtern und flickt den Governor so gut es eben geht wieder zusammen.
Der von Lilly als „Schönling“ bezeichnete Austin und Lilly selbst versuchen die Gesamtlage zu eruieren. Gerüchte machen die Runde. Da Martinez und der Governor nicht zu sehen sind, bleiben die Wachen unbesetzt. Während sie die Wallanlagen absuchen, diskutieren die beiden über die Zukunft und das Kind, das Lilly erwartet. Dabei werden sie fast von Dr. Stevens, inzwischen zum Zombie verwandelt, überrascht. Nur mit Mühe können sie sich retten und den Doktor per Kopfschuss endgültig töten. Danach begraben sie den Leichnam in einer kleinen feierlichen Zeremonie. Am nächsten Morgen fängt Lilly Gabe ab und kommt so in die Wohnung des Governors.
Bob und Lilly reißen jetzt die Initiative an sich. Bob ist durch den Schock und die viele Arbeit an den unzähligen Wunden des Governors so nüchtern und konzentriert, dass alle Beteiligten nur darüber staunen. Lilly organisiert wieder regelmäßige Wachwechsel und beruft eine Notstandsversammlung im örtlichen Gerichtsgebäude ein. Noch während der Versammlung schaffen es mehrere Untote durch eine Schwachstelle im Wall. Nach kurzem heftigen Gefecht ist dieser Einbruch beendet. Der Bevölkerung wird eine ablenkende Geschichte über den Verbleib des Governors erzählt und die ganze Stadt wimmelt von emsigen Arbeiten am Verteidigungswall. Eine Expedition ins Umland findet gut 500 Liter Diesel. Nach mehreren Tagen wacht der Governor auf und befiehlt Lilly zu sich. Der Governor erwägt einen Präventivschlag gegen die Einwohner des Gefängnisses, der Gruppe um Rick und Michonne. Zuerst soll allerdings Martinez, der als Spion ins Gefängnis eingeschleust wurde, Ziel einer groß angelegten Suche werden. Martinez wird gefunden. Er ist ein Teil einer riesigen Zombie-Herde, die etwa fünf Football-Felder groß ist. Sie bringen Martinez’ Kopf als Beweis für den Gouverneur mit nach Woodbury.
Noch am selben Abend lädt der Governor zu einer Gemeindeversammlung in die Speedway-Rennstrecke ein. Er erklärt der anwesenden Menge, dass die Fremden um Rick und Michonne ihn angegriffen und verletzt und Martinez gefangen genommen hätten und präsentiert als Beweis den abgeschnittenen Kopf von Martinez. Der grölenden Menge schwört der Governor blutige Rache und fordert eine gemeinsame Kraftanstrengung aller ein. Unterdessen nehmen Lillys Bauchkrämpfe und Übelkeit in Folge der Schwangerschaft in einem unnatürlichen Maße zu. Ein Besuch bei Bob bringt grausame Bestätigung. Sie verliert das Kind. Sowohl Lilly als auch Philip arbeiten jetzt rund um die Uhr an den Vorbereitungen für den Angriff auf das Gefängnis. Eine Expeditionsgruppe aus Woodbury wird vor einer Kaserne der Nationalgarde von einem Hinterhalt der Gruppe um Rick und Michonne überrascht und niedergemetzelt. Einzig Gabe überlebt und kann den Ort des Gefängnisses ausmachen.

### Teil 2: Die Uhr des Jüngsten Gerichts
Teil 2 umfasst die Kapitel 10–16.
Das Zitat zu Beginn des Abschnitts lautet:
„Und als er diese Worte hatte alle ausgeredet, zerriss die Erde unter ihnen und tat Ihren Mund auf und verschlang sie mit ihren Häusern, mit allen Menschen, die bei Korah waren, und mit all ihrer Habe...“ – Numeri Kapitel 16, Vers 31-32
Bevor die vereinigten kampffähigen Erwachsenen sich zum Gefängnis aufmachen, weiht Philip Bob in das Geheimnis um seine Nichte Penny ein und trägt Bob den Schutz Pennys auf. Der 23 Mann starke Konvoi, der sogar einen Abrams-Panzer besitzt, macht sich auf den Weg zum Gefängnis. Am äußeren Zaun angekommen trägt der Governor auf dem Panzer sitzend sein Friedensangebot vor. Die Antwort besteht aus einer Kugel, die den Governor in rechte Schulter trifft. Im darauf folgenden Feuergefecht geht die Übersicht verloren. Auf Grund hoher Verluste zieht sich die Woodbury-Miliz außer Schussweite in den Wald zurück. Im Wald nehmen sie einen Verteidiger des Gefängnisses gefangen und erbeuten Michonnes Katana. Auch jetzt will die Gruppe um Rick nicht verhandeln, selbst dann nicht als ihr Kamerad vor aller Augen mit Michonnes Schwert enthauptet wird. Gegen Mittag hat die Woodbury-Miliz noch nicht viel erreicht, aber einige Männer verloren. In einer zweiten Angriffswelle durchbricht der Panzer den Stacheldraht, so dass jetzt im Häuserkampf weiter gekämpft wird. Im Durcheinander trifft die Miliz auch auf Alice und Rick. Der immer wahnsinniger und fiebriger werdende Gouverneur lässt jetzt sogar auf Kinder und Babys schießen. Davon angewidert rammt Lilly dem Governor ihre Pistole in den Mund.

### Teil 3: Der Fall
Das Zitat zu Beginn dieses Teiles lautet:
„Des Todes Ruf ist ein Ruf der Liebe.“ – Hermann Hesse
Unendlich scheinende Sekunden sinniert Lilly über das erschossene Baby und ihr eigenes Kind. Erst als Austin von Zombies angegriffen wird, und sie sich selbst einiger Zombies entledigen muss, drückt sie ab und erschießt somit den Governor.
Mit den letzten Überlebenden rettet sich Lilly in einen Zellenblock. Durch die Toten auf beiden Seiten sind noch mehr Zombies angelockt worden. Flure und Hof sind unpassierbar. Es stellt sich raus, dass Austin gebissen wurde und langsam zum Zombie wird. Beim Durchstreifen fällt ihm ein das Kinderbuch Der Rattenfänger von Hameln auf. Er selbst, dem Tode geweiht, beschließt nach diesem Vorbilde Beißer abzulenken und so dem Rest seiner Miliz-Kameraden die Flucht zurück nach Woodbury zu ermöglichen.
Auf dem Weg nach Woodbury sehen sie schwarzen Rauch. Der Verteidigungswall von Woodbury brennt. Die in Woodbury verbliebenen Menschen und die Reste der Miliz sind fieberhaft mit dem Wiederaufbau beschäftigt. Bis zum Abend ist wieder alles halbwegs in Ordnung gebracht. Die Feuer sind gelöscht, der Wall ist geflickt, Vorräte und Munition sind inventarisiert. Auf einer eilig einberufenen Versammlung ist Lilly zur Anführerin gewählt worden. Bob zeigt Lilly die Zombie-Nichte vom Governor. Sie wird erlöst und feierlich begraben. Anschließend erschießt Lilly die Zombie-Köpfe in den Aquarien des Governors.
Ein Auto erscheint am Horizont. Drinnen sitzt eine komplette Familie mit drei Kindern. Lilly, inzwischen Anführerin, führt den Vater durch das Städtchen.

## Fortsetzung
Im Gegensatz zu den ersten beiden Bänden der Romanreihe findet sich in Band 4 kein direkter Verweis auf eine Fortsetzung.
Die Handlung wird fortgeführt im Roman The Walking Dead 5.